# فلسفة علم الإنسان

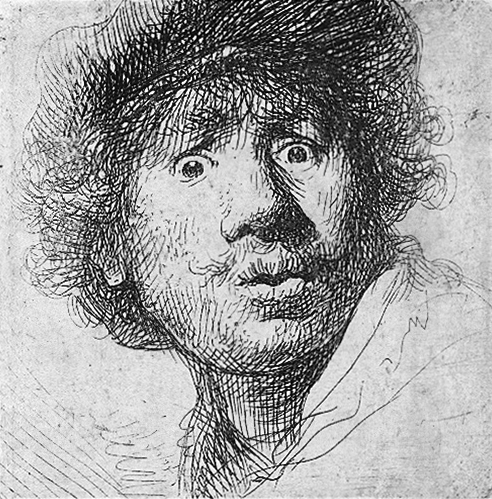

الأنثروبولوجيا الفلسفية، أو ما يسمى أحيانًا بعلم الإنسان الفلسفي، هو تخصص يتناول أسئلة ما وراء الطبيعة وعلم الظواهر لدى الإنسان والعلاقات الشخصية.

## تاريخها

### الكتاب المسيحيون القدماء: أوغسطينوس
كان أوغسطينوس من أوائل الكتاب المسيحيين اللاتينيين القدامى الذين امتلكوا رؤية أنثروبولوجية واضحة للغاية، على الرغم من أنه ليس واضحًا ما إذا كان له تأثير على ماكس شيلر، مؤسس الأنثروبولوجيا الفلسفية كتخصص مستقل، أو على أي من الفلاسفة الكبار الذين تبعوه. واستشهد هوسرل وهايدغر بأوغسطينوس كأحد الكتاب الأوائل الذين استفهموا عن الوعي بالزمن ودور البصر في الشعور بـ«التواجد في العالم».

نظر أوغسطينوس إلى الكائن البشري على أنه وحدة متكاملة من مادتين: الروح والجسد. وكان أقرب بكثير في رؤيته الأنثروبولوجية هذه إلى أرسطو منه إلى أفلاطون. في أطروحته المتأخرة الاهتمام بالموتى الفصل 5 (420 م) أصر على أن الجسد جزء أساسي من الإنسان: 
ليس من الحكمة أن ترفض الأجساد نفسها. (...) إذ لا ينتمي الجسد لزينة أو مساعدة خارجية، بل للطبيعة البشرية نفسها.
كان الزواج هو الشكل المفضل لدى أوغسطينوس لوصف وحدة الروح والجسد: جسدك هو زوجتك. في البداية، كان العنصران في تناغم مثالي. بعد سقوط الإنسانية، هما الآن يخوضان قتالًا محتدمًا مع بعضهما البعض.
هذان الاثنان شيئان مختلفان قطعًا: الجسد هو شيء ثلاثي الأبعاد مكون من العناصر الأربعة، في حين أن الروح ليس لها أن أبعاد مكانية. الروح هي نوع من المواد التي تساهم في التفكير وتصلح لتحكم الجسد. لم ينهمك أوغسطينوس كثيرًا في التفاصيل، كما فعل أفلاطون وديكارت، في جهوده لتفسير ما ورائيات وحدة الروح والجسد. كان يكفيه الاعتراف بأنهما مختلفان من الناحية الماورائية. أن تكون إنسانًا يعني أن تكون مزيجًا من الروح والجسد، وأن الروح أسمى من الجسد. يستند بيانه الأخير في تصنيفه الهرمي للأشياء إلى الأشياء الموجودة فقط، والأشياء الموجودة والحية، والأشياء الموجودة والحية والتي تتمتع بالذكاء أو المنطق.
وفقًا لبلاسكيز، لم تؤد نزعة أوغسطينوس الثنائية في نظرته للجسد والروح إلى منعه من رؤية اتحاد الجسد والروح كمادة في حد ذاتها. بعد أرسطو وفلاسفة قدماء آخرين، عرّف أوغسطينوس الإنسان على أنه حيوان عاقل فانٍ.

### الفترة الحديثة
ظهرت الأنثروبولوجيا الفلسفية كنوع من الفكر، قبل أن تؤسَّس كتخصص فلسفي مميز في عشرينيات القرن العشرين، بصفتها فكرًا خاصًا بما بعد العصور الوسطى يسعى للتحرر من الديانة المسيحية والتقاليد الأرسطية. يعود أصل هذا التحرر، الذي يعد سمة للحداثة، إلى الشك الديكارتي الذي صاغه ديكارت في أول تأملين من تأملاته في الفلسفة الأولى (1641).
ألقى إيمانويل كانت (1724-1804) أول محاضرة في الأنثروبولوجيا في العالم الأكاديمي الأوروبي. وطور على وجه الخصوص مفهوم الأنثروبولوجيا الواقعية، الذي يُدرَس الإنسان بموجبها بصفته عاملًا حرًا. في الوقت نفسه، اعتبر الأنثروبولوجيا الخاصة به تجريبية، وليست تخصصًا فلسفيًا بحتًا. كانت أعماله الأنثروبولوجية والفلسفية أحد التأثيرات في هذا المجال خلال القرنين التاسع عشر والعشرين. عقب كانت، يعتبر لودفيغ فويرباخ أحيانًا ثاني أهم مؤسس ومؤثر في الأنثروبولوجيا الفلسفية.
خلال القرن التاسع عشر، قدم المثاليون الألمان ما بعد كانت، أمثال فيشته وشيلن وهيغل، بالإضافة إلى سورين كيركغور إسهامات هامة.